# Peter Sarsgaard
John Peter Sarsgaard (født 7. marts 1971) er en amerikansk film- og teaterskuespiller.

## Udvalgt filmografi
- Dead Man Walking (1995)
- Manden med jernmasken (1998)
- Boys Don't Cry (1999)
- Shattered Glass (2003)
- Kinsey (2004)
- Flightplan (2005)
- Jarhead (2005)
- The Mysteries of Pittsburgh (2008)
- An Education (2009)
- Orphan (2009)
- Knight and Day (2010)
- Green Lantern (2011)
- Pawn Sacrifice (2014)
- Jackie (2016)

### Tv-serier
- The Killing (10 afsnit, 2013)